# Conor Timmins
Conor Timmins (* 18. September 1998 in St. Catharines, Ontario) ist ein kanadischer Eishockeyspieler, der seit Juni 2025 bei den Buffalo Sabres in der National Hockey League unter Vertrag steht. Zuvor war der Verteidiger in der NHL bereits für die Colorado Avalanche, Arizona Coyotes, Toronto Maple Leafs und Pittsburgh Penguins aktiv.

## Karriere
Conor Timmins wurde in St. Catharines geboren und spielte in seiner Jugend unter anderem bei den Thorold Blackhawks und den St. Catharines Falcons in der Greater Ontario Junior Hockey League (GOJHL). Bereits 2014 war er in der Priority Selection der Ontario Hockey League (OHL) an 79. Position von den Sault Ste. Marie Greyhounds ausgewählt worden und wechselte zur Saison 2015/16 in deren Team. Dort steigerte der Verteidiger seine persönliche Statistik in der Spielzeit 2016/17 deutlich auf 61 Scorerpunkte in 67 Spielen, sodass er zum CHL Top Prospects Game eingeladen wurde. Anschließend wurde er im NHL Entry Draft 2017 an 32. Position von der Colorado Avalanche ausgewählt. Nach einem weiteren Jahr in der OHL, an dessen Ende er im OHL Second All-Star Team berücksichtigt wurde, unterzeichnete er im März 2018 einen Einstiegsvertrag bei der Colorado Avalanche. Die gesamte Spielzeit 2018/19 fiel er allerdings aufgrund einer Gehirnerschütterung und deren Folgen (postkommotionelles Syndrom) aus.
Im Oktober 2019 kam Timmins schließlich zu seinem Einstand in der National Hockey League (NHL), wurde jedoch nach zwei Partien zum Farmteam der Avalanche geschickt, den Colorado Eagles aus der American Hockey League (AHL). Im Verlauf der nächsten zwei Jahre gelang es ihm letztlich nicht, sich dauerhaft im NHL-Aufgebot zu etablieren. Demzufolge gab ihn die Avalanche im Juli 2021, zu diesem Zeitpunkt als Restricted Free Agent, an die Arizona Coyotes ab. Ferner erhielt Arizona ein Erstrunden-Wahlrecht für den NHL Entry Draft 2022 sowie ein konditionales Drittrunden-Wahlrecht für den NHL Entry Draft 2024, während Darcy Kuemper nach Colorado wechselte. Bei den Coyotes erhielt der Kanadier anschließend einen neuen Zweijahresvertrag, absolvierte im Laufe der nächsten eineinhalb Jahre allerdings verletzungsbedingt nur einige wenige Pflichtspiele. Im November 2022 transferierten ihn die Coyotes dann zu den Toronto Maple Leafs und erhielten im Gegenzug Curtis Douglas. Bei den Maple Leafs etablierte sich Timmins zwar im NHL-Aufgebot, fiel jedoch weiterhin phasenweise aufgrund von Verletzungen bzw. Erkrankungen aus.
Im März 2025 gaben ihn die Maple Leafs dann samt Connor Dewar an die Pittsburgh Penguins ab und erhielten im Gegenzug ein Fünftrunden-Wahlrecht für den NHL Entry Draft 2025. Von dort gelangte er im Juni 2025 samt Isaac Belliveau zu den Buffalo Sabres, die dafür Connor Clifton und ein Zweitrunden-Wahlrecht im Draft 2025 nach Pittsburgh schickten.

### International
Auf internationaler Ebene nahm Timmins mit der U20-Nationalmannschaft seines Heimatlandes an der U20-Weltmeisterschaft 2018 teil und gewann dort mit dem Team die Goldmedaille. Zudem führte er das gesamte Turnier mit einer Plus/Minus-Wertung von +15 an.

## Erfolge und Auszeichnungen
- 2017 Teilnahme am CHL Top Prospects Game
- 2018 Goldmedaille bei der U20-Weltmeisterschaft
- 2018 OHL Second All-Star Team

## Karrierestatistik
Stand: Ende der Saison 2024/25

### International
Vertrat Kanada bei:
- U20-Weltmeisterschaft 2018

(Legende zur Spielerstatistik: Sp oder GP = absolvierte Spiele; T oder G = erzielte Tore; V oder A = erzielte Assists; Pkt oder Pts = erzielte Scorerpunkte; SM oder PIM = erhaltene Strafminuten; +/− = Plus/Minus-Bilanz; PP = erzielte Überzahltore; SH = erzielte Unterzahltore; GW = erzielte Siegtore; 1 Play-downs/Relegation; Kursiv: Statistik nicht vollständig)